# پساجنسیت‌گرایی

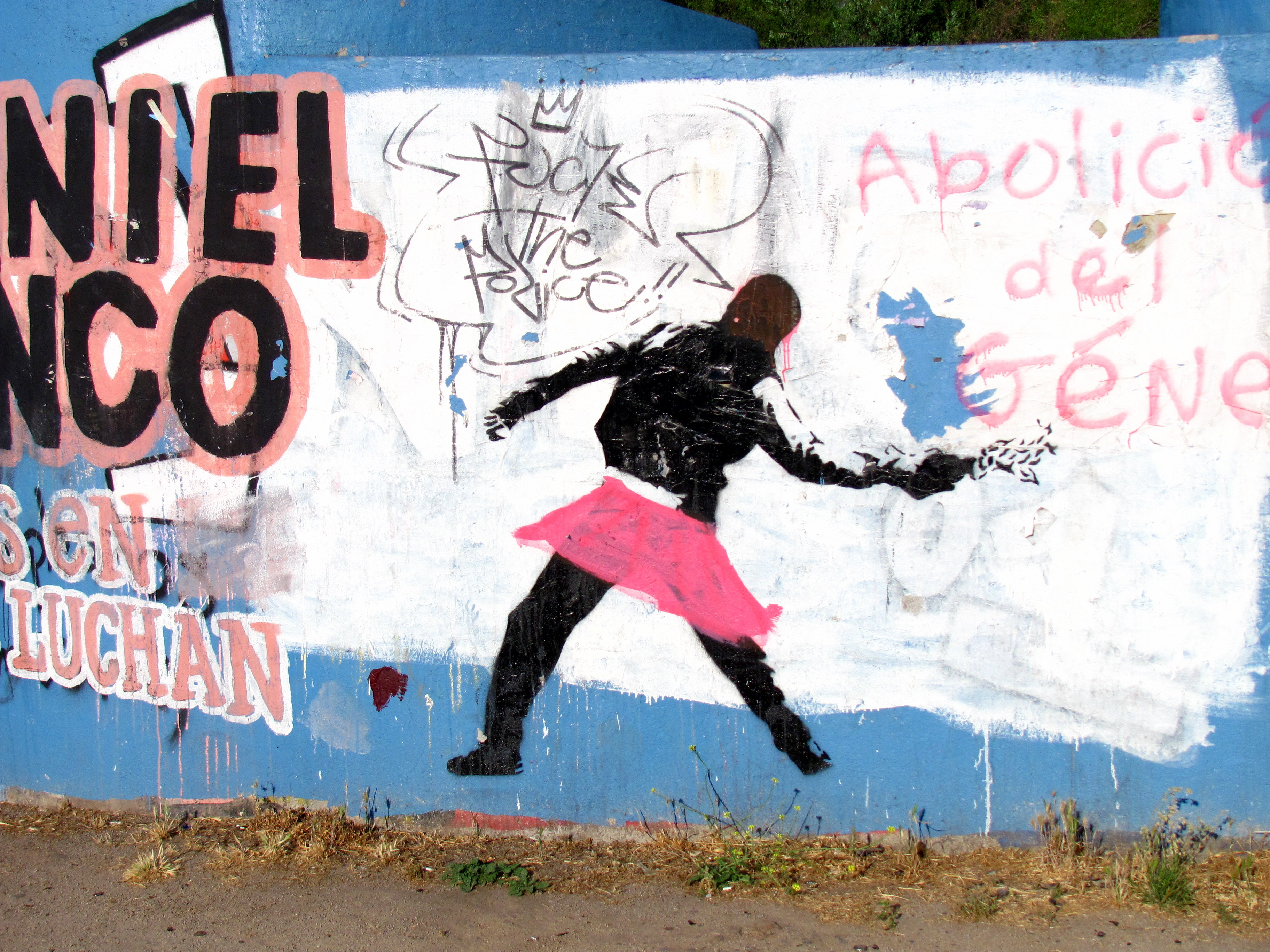
حمایت رسانه‌ای برای لغو تبعیض جنسیتی

پساجنسیت‌گرایی (Postgenderism) جنبشی اجتماعی، سیاسی، و فرهنگی به منظور جنسیت‌زدایی از نوع بشر و جامعه انسانی است.
پساجنسیت‌گرایان بر این باورند که از طریق فناوری‌های زیستی پیشرفته و فناوری‌های کمکی تولید مثل می‌توان کاری کرد که تفاوت‌های جنسی و زن و مرد بودن در نوع بشر در آینده برچیده شود.
هواداران این جنبش بر این باورند که وجود نقش‌های جنسی مختلف در جامعه، و دسته‌بندی‌های جنسیتی برای فرد و جامعه مضرند. با پیشرفت فناوری‌های کمکی تولید مثل، هواداران این جنبش بر این باورند که در آینده‌ای نزدیک هر فرد، چه زن و چه مرد، قادر خواهد شد بدون داشتن سکس تولید مثل کند و از این رهگذر، نیاز به دسته‌بندی‌های جنسی نیز در جامعه از میان می‌رود.
پساجنسیت‌گرایی از شاخه‌های ترابشریت است.